# Onychocerus hovorei
Onychocerus hovorei är en skalbaggsart som beskrevs av Júlio och Monné 2001. Onychocerus hovorei ingår i släktet Onychocerus och familjen långhorningar. Inga underarter finns listade i Catalogue of Life.